# 韋勒河 (索恩河支流)
韋勒河（法語：Veyle，法語發音：[vɛl]）是法國的河流，位於該國東部，屬於索恩河的左支流，河道全長66.8公里，流域面積672平方公里，平均流量每秒6.81立方米，發源自沙拉蒙，河口處在马孔附近。

## 外部連結
- http://www.geoportail.fr （页面存档备份，存于）
- Sandre数据库中的韋勒河